# Emil Georg von Stauß

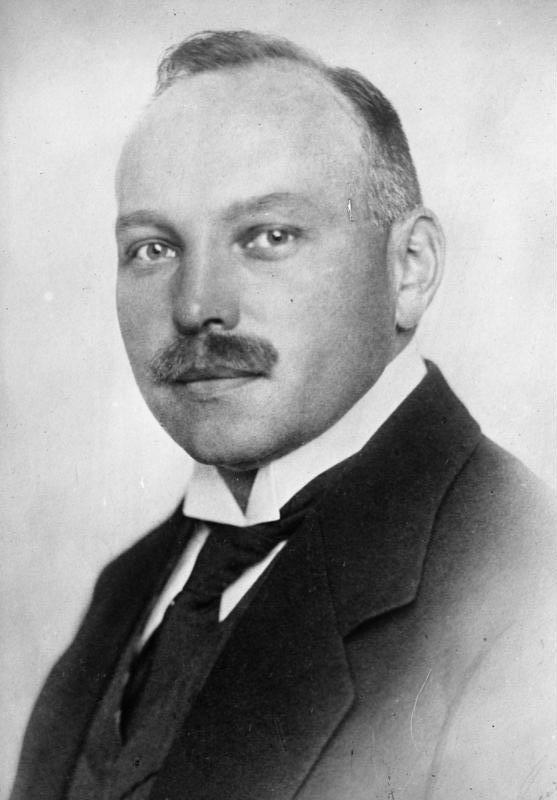
Emil Georg von Stauß (1929)

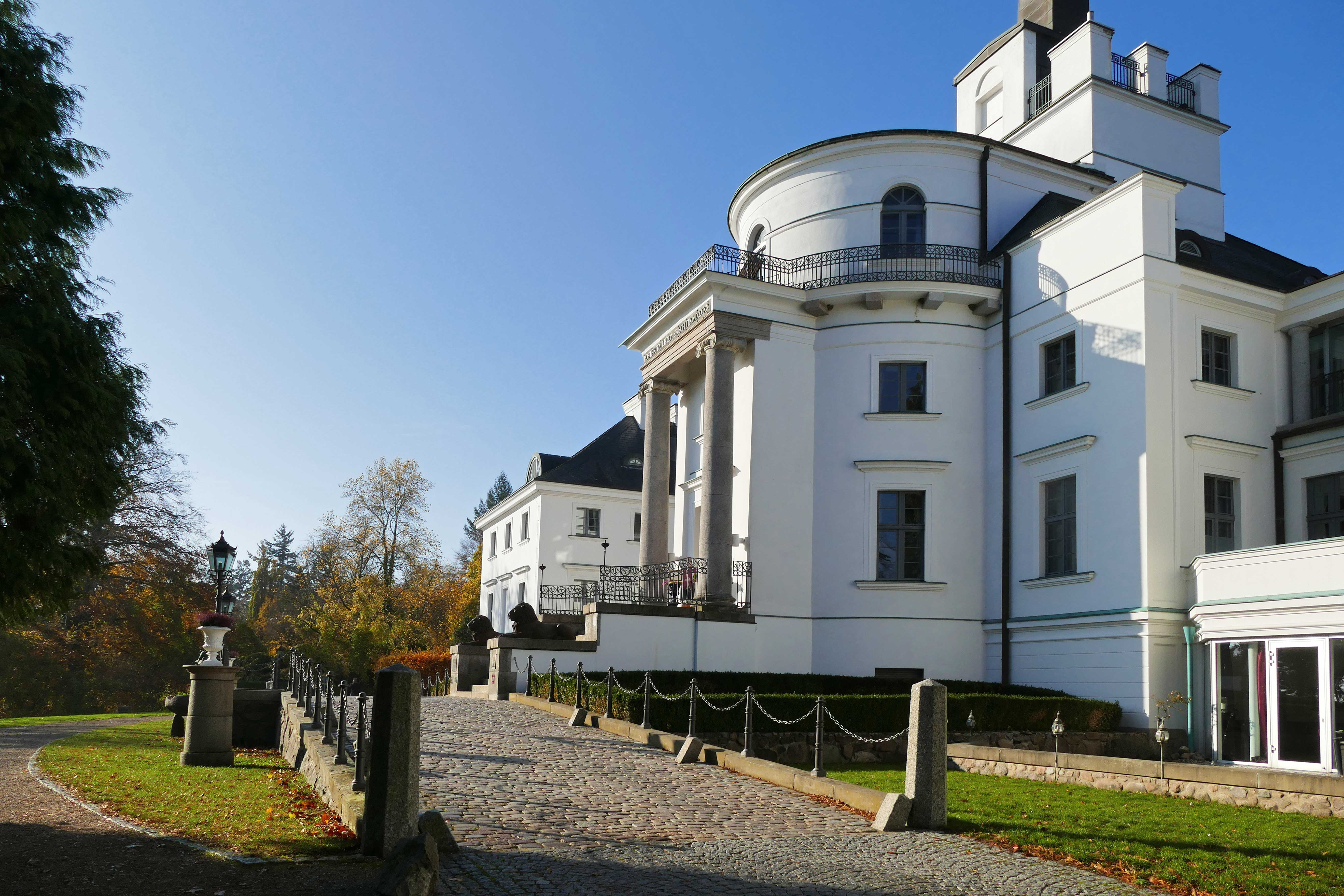
Herrenhaus von Burg Schlitz (2018)

Emil Georg Stauß, ab 1918 von Stauß (* 6. Oktober 1877 in Friedrichstal, Württemberg; † 11. Dezember 1942 in Berlin) war ein deutscher Bankmanager, Generaldirektor der Deutschen Bank und Mitglied in über 30 Aufsichtsräten. Er war für seine engen Beziehungen zur NSDAP bekannt.

## Karriere
Nach seiner dreijährigen Lehre und anschließenden Kommiszeit bei der Königlich Württembergischen Hofbank bekam Stauß 1898 eine Anstellung bei der Deutschen Bank in Berlin und wurde schon nach Kurzem Privatsekretär bei Georg von Siemens. Mit 28 Jahren war Stauß maßgeblich an der Gründung der Europäischen Petroleum-Union beteiligt; auf der konstituierenden Sitzung 1905 wählte man ihn zum ersten Direktor. Ab dem darauffolgenden Jahr erledigte er zusätzlich noch die Ölgeschäfte der Deutschen Bank. 1914 bis 1915 ließ er die Villa Stauß in Berlin-Dahlem errichten, um gesellschaftlichen Verpflichtungen wie Empfängen und Abendeinladungen nachkommen zu können. Im Alter von 38 Jahren wurde Stauß 1915 in den Vorstand der Deutschen Bank berufen. In dieser Funktion verwaltete er während des Ersten Weltkriegs die Anatolische Eisenbahngesellschaft und betrieb den Weiter- bzw. Ausbau der Bagdad-Bahn. Wahrscheinlich als Dank dafür wurde Stauß 1918 in den Adelsstand erhoben. Bereits ein Jahr zuvor war er aufgrund seiner Verdienste um die Entwicklung der Erdölindustrie von der Technischen Hochschule Karlsruhe zum Dr.-Ing. e. h. ernannt worden.
Stauß war Motor des Zusammenschlusses der Daimler-Motoren-Gesellschaft und der Benz & Cie. Rheinische Gasmotorenfabrik im Jahr 1926 zur Daimler-Benz AG. In den 1920er-Jahren trat er der Gesellschaft der Freunde bei. 1932 wechselte Stauß vom Vorstand in den Aufsichtsrat der Deutschen Bank. Er war unter anderem Aufsichtsratsvorsitzender der Daimler-Benz AG, der Lufthansa und von BMW sowie Aufsichtsratsmitglied der Rhein-Main-Donau AG und der Ufa. Als Aufsichtsratsvorsitzender der Lufthansa (1926–1942) und von BMW initiierte er in den Nachkriegsjahren des Ersten Weltkrieges den Neubeginn der deutschen Flugzeugindustrie. Stauß war in der Zeit um das Jahr 1931 Mitglied des Vorstands des Deutschen Hochseesportverbands HANSA, der sich der wehrsportlichen Erziehung der "deutsch gesinnten" Jugend widmete. Spätestens seit den 1920er Jahren besaß er einige Landgüter in Ostelbien, u. a. das 230 ha-Forstgut Scaby bei Friedersdorf, damals Landkreis Beeskow-Storkow, südöstlich von Berlin gelegen. Um 1932 kam in Mecklenburg die Burg Schlitz in seinen Besitz.
Von 1936 bis zu seinem Tod war von Stauß auch Mitglied im Senat der Kaiser-Wilhelm-Gesellschaft. Im Jahr 1942 erhielt er die Goethe-Medaille für Kunst und Wissenschaft.

## Annäherung und Distanz zur NSDAP
Stauß war ein strategischer Lenker in der Wirtschaft, ein „big linker“, mit zahlreichen Kontakten zu namhaften Politikern und Ministerialbeamten, und machte sich in dieser Eigenschaft für Hitler nützlich. Schon früh pflegte er Kontakte zur nationalsozialistischen Partei. Am 5. Oktober 1930 war Adolf Hitler bei ihm zu Gast. Im Dezember 1930 lernte sein Freund Hjalmar Schacht bei einem Essen in seinem Haus Hermann Göring kennen. Am 5. Dezember 1931 stellte Stauß in seinem Hause Hitler dem amerikanischen Botschafter Sackett und dem Generalkonsul Kliefoth vor. 1931 machte Stauß mit Hitler und Hermann Göring eine Bootstour auf seiner Jacht. Stauß bot nach der Bootsfahrt an, in die NSDAP einzutreten, wobei jedoch Göring meinte, in der DVP könne er mehr für die NSDAP tun. Einige Tage später stellte er Göring einen „größeren Betrag“ zur Verfügung. Außerdem arbeitete Stauß in der Wirtschaftspolitischen Abteilung der NSDAP mit. Harry Graf Kessler berichtet in seinem Tagebuch über eine Veranstaltung im Hotel Kaiserhof am Abend des 30. Januar 1933:

„Ich saß an einem kleinen Tisch zwischen ihm und dem berühmten Herrn v. Stauß, früher von der Deutschen Bank, der sich sehr dicke tat mit seinen intimen Beziehungen zu Hitler. Dieser habe ihm versprochen, er werde ihm jeden Wunsch, den er ihm zur Kenntnis bringt, erfüllen.“

Seine Beziehungen zur NSDAP waren schon damals so bekannt, dass jüdische Kunden der Deutschen Bank zu anderen Banken wechselten.
Seit 1930 strebte er eine enge Zusammenarbeit seiner Partei, der DVP, mit der NSDAP an. Sein Versuch, einen Parteifreund der DVP mit Hilfe der Nationalsozialisten zum Reichstagspräsidenten wählen zu lassen, scheiterte jedoch. In den Jahren 1930 bis 1932 vertrat Stauß die DVP im deutschen Reichstag. Nach der nationalsozialistischen Gleichschaltung der deutschen Politik kandidierte er bei der Reichstagswahl am 12. November 1933 für die NSDAP. 1934 wurde er zum Vizepräsidenten des nationalsozialistischen Reichstags gewählt. Als solcher ernannte Göring ihn noch im selben Jahr zum Preußischen Staatsrat. Stauß trat nie der NSDAP bei, war aber Mitglied der nationalsozialistischen Akademie für Deutsches Recht.
Als das Breslauer Kaufhaus des Wertheim-Konzerns im März 1933 von militanten SA-Aktivisten bedroht wurde, führte ein Anruf von Stauß bei Göring dazu, dass diese zurückgepfiffen wurden.
Sein persönlicher Freund war der Ölindustrielle Henri Deterding, der ebenfalls enge Beziehungen zur NSDAP pflegte. Admiral Alexander von Müller war sein Schwiegervater.
Über den von ihm protegierten Erhard Milch besaß Stauß großen Einfluss im Reichsluftfahrtministerium, der sich für Rüstungsaufträge nutzen ließ.
Ulrich von Hassell notierte am 29. September 1938 in seinem Tagebuch:

„Frühstück mit Heinrici, Popitz, Tischbein und Sybel (Landbund) im Continental. Sehr gedrückte Stimmung. Popitz sehr bitter, meinte, es ginge mit wachsender Wut gegen die obere ‚Schichte’ (wie Hitler das nennt). Jeden anständigen Menschen packt der physische Ekel, wie sich der aktive Finanzminister Popitz ausdrückte, wenn er Reden hört wie die letzte pöbelhafte Rede von Hitler im Sportpalast. Vor dem Frühstück sah ich Stauß, der einer der ersten Wirtschaftler war, die zu Hitler gingen, jetzt in höchster Sorge und Angewidertheit.“